# شو ساکورایی
شو ساکورایی (به ژاپنی: 櫻井 翔 Sakurai Shō) نام یک خواننده و هنرپیشه محبوب در کشور ژاپن است. ساکورایی شو عضو گروه ۵ نفرهٔ آراشی است که زیر نظر دفتر جانیز فعالیت می‌کنند. شروع فعالیت این گروه در سوم نوامبر ۱۹۹۹ در شهر هونولولو در هاوایی بوده‌است. شو ساکورایی از سن سیزده سالگی فعالیت خوانندگی خود را آغاز کرده‌است.

## جوایز
| سال  | سازمان اهداکننده                     | جایزه                          | نام اثر                                                 | نتیجه    |
| ---- | ------------------------------------ | ------------------------------ | ------------------------------------------------------- | -------- |
| ۲۰۰۲ | 5th Nikkan Sports Drama Grand Prix   | بهترین تازه‌وارد                | Tengoku ni Ichiban Chikai Otoko 2 نزدیکترین مرد به بهشت | برنده    |
| ۲۰۰۹ | 61st Television Drama Academy Awards | بهترین بازیگر                  | The Quiz Show 2 مسابقهٔ پرسش و پاسخ ۲                    | نامزدشده |
| ۲۰۰۹ | GQ Japan Men of the Year 2009 Awards | مرد سال ۲۰۰۹ ژاپن به انتخاب GQ |                                                         | برنده    |
| ۲۰۱۰ | 64th Television Drama Academy Awards | بهترین بازیگر                  | Tokujo Kabachi!! کاباچی خاص                             | نامزدشده |
| ۲۰۱۲ | 21st Annual TV Life Awards           | بهترین بازیگر                  | Nazotoki wa Dinner no Ato De حل معما بعد از شام         | برنده    |
| ۲۰۱۲ | 71st Television Drama Academy Awards | بهترین بازیگر                  | Nazotoki wa Dinner no Ato De حل معما بعد از شام         | نامزدشده |